# Кюло-Беон
Кюло-Беон, Кюлоз-Беон (фр. Culoz-Béon) — муніципалітет у Франції, у регіоні Овернь-Рона-Альпи, департамент Ен. Кюлоз-Беон утворено 1-1-2023 шляхом злиття муніципалітетів Беон i Кюло. Адміністративним центром муніципалітету є Кюло. Населення — 3426 осіб (01.01.2021).